# SNCV Groupe d'Arlon
Le groupe d'Arlon de la Société nationale des chemins de fer vicinaux (SNCV) était l'un des réseaux de tramway de la SNCV dans la province de Luxembourg.

## Lignes[1]
Il ne comprenait que des lignes non électrifiées :
- 502 Arlon - Ethe ;
- 516A Bastogne - Marche-en-Famenne ;
- 516B Bastogne - Martelange ;
- 517 Arlon - Martelange.